# Frère Jacques
Frère Jacques (conocida comúnmente en español como Martinillo, Fray Santiago o Campanero) es una canción popular infantil francesa del siglo XVIII, cuya autoría se atribuye a Jean-Philippe Rameau. Es mundialmente conocida y ha sido traducida a numerosos idiomas. Puede ser cantada como una melodía simple o como un canon a cuatro voces.

## Letra
El original francés dice:
Frère Jacques, Frère Jacques,

Dormez-vous? Dormez-vous?

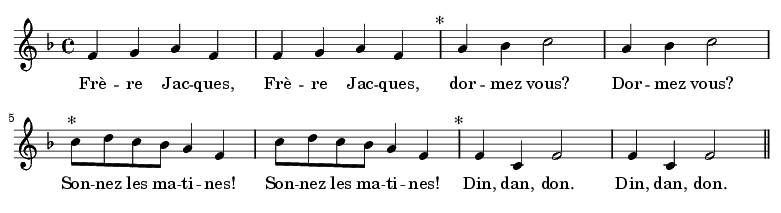
Letra y música de Frère Jacques (los asteriscos marcan las entradas de las voces).

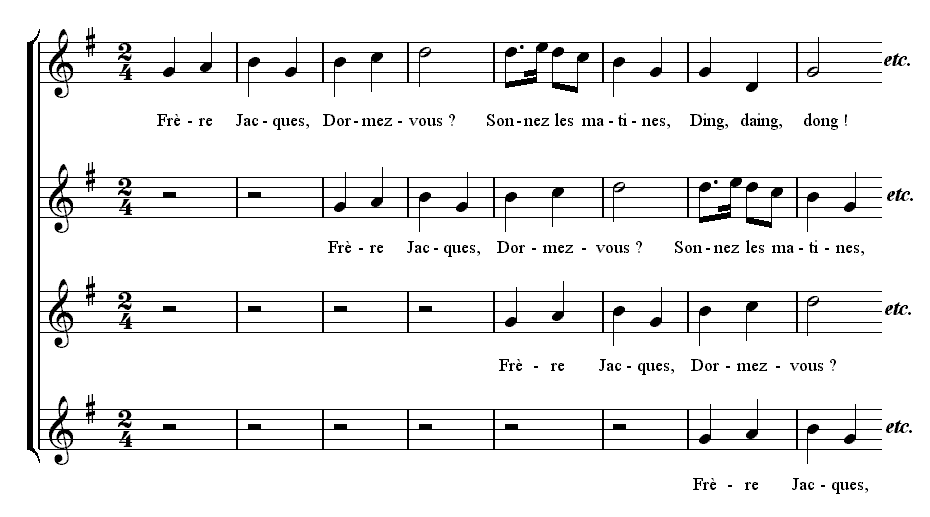
Frère Jacques interpretada como un canon.

Sonnez les matines! Sonnez les matines!

Ding, dang, dong. Ding, dang, dong
si bien el texto original de Rameau dice Levez-vous ! Levez-vous ! (¡Levántese!). La traducción habitual al castellano es:
Fray Santiago, Fray Santiago,

¿duerme usted? ¿duerme usted?

Suenan las campanas, suenan las campanas

din, don, dan; din, don, dan.
Otra versión:
Martinillo, Martinillo,

¿dónde estás? ¿donde estás?

toca la campana, toca la campana 

din, don, dan; din, don, dan.
Y una tercera es : 
 Martinillo, Martinillo ,

 ¿duermes ya, duermes ya?,

 Suenan las campanas, suenan las campanas ,

 din, don, dan; din, don, dan.

## Origen
Frère Jacques se publica desde sus orígenes como canon, entre otros cánones compuestos por Rameau para la Société du Caveau (Sociedad de la Cava), una sociedad literaria en la que se bebía y se cantaba, de la que era miembro junto con los libretistas de sus óperas. Frère Jacques aparece también en una obra dedicada a musicólogos e intérpretes por un violonista de la ópera de París en la época en la que Rameau trabajaba allí, y publicada en 1811.

## Usos de la melodía
El ejemplo más destacado usado en la música clásica es sin duda la versión en modo menor del compositor Gustav Mahler, que lo usó en el tercer movimiento (marcha fúnebre) de su primera sinfonía, Titán.
Cinco Micro Piezas de Leo Brouwer (dueto para guitarra).[cita requerida]